# Hanjuku Joshi
Hanjuku-Joshi (半熟女子, Hanjuku Joshi) est une série de mangas yuri japonais écrite et illustrée par Akiko Morishima. La série a été prépubliée dans le magazine Comic Yuri Hime de Ichijinsha, puis publiée en deux tankōbons. Le manga a été traduit en anglais et diffusé en ligne par JManga (en), et en français par Taifu Comics.

## Personnages
Yae Sakura (さくら八重, Sakura Yae)
Chitose Hayami (速水千歳, Hayami Chitose)
Mari Hanashima (花島マリ, Hanashima Mari)
Ran Edogawa (江戸川蘭, Edogawa Ran)

## Liste des volumes
| no | Japonais        | Japonais      | Français       | Français      |
| no | Date de sortie  | ISBN          | Date de sortie | ISBN          |
| -- | --------------- | ------------- | -------------- | ------------- |
| 1  | 18 octobre 2008 | 9784758070348 | 30 mai 2012    | 9782351806128 |
| 2  | 18 août 2009    | 9784758070591 | 28 juin 2012   | 9782351806265 |

## Réception
Deux membres de l'équipe de Manga Sanctuary ont donné une note de 6.5/10. Sur AnimeLand, l'équipe a dit des deux volumes qu'ils étaient « intéressants ». Erica Friedman de Yuricon a donné une note générale de 9/10 et dit que « la série se révèle être vraiment intéressante »,.